# Whitehorse
För andra betydelser, se Whitehorse (olika betydelser).
Whitehorse är huvudstad i territoriet Yukon i Kanada. Staden hade 25 085 invånare 2016, en ökning från 23 205 år 2004. Staden ligger vid kilometerpost 1 426 km på Alaska Highway. Den kända "Milepost 918" representerar en äldre sträckning av vägen, som successivt rätats ut och därmed förkortats.
Whitehorse var ändstation för järnvägslinjen White Pass and Yukon Route från Skagway i Alaska (även om spåren finns kvar går inte tåget hela vägen fram längre).
Intill staden flyter Yukonfloden, och staden var en viktig handelsstad under guldruschen i Klondike. Den har varit territoriell huvudstad sedan 1953, då den flyttades från Dawson City, efter att Klondike Highway byggts.
Staden har fått sitt namn från forsar i floden, som sades likna vita hästmanar. Forsarna har senare försvunnit under Schwatka Lake bakom ett vattenkraftverk som blev klart 1958. I staden ligger Yukon Colleges huvudsakliga campus. Whitehorse var värdstad för Arctic Winter Games år 1972, 1980, 1986, 1992 och 2000, och spenderade 45 miljoner kanadensiska dollar på en sporthall till Canada Winter Games, som staden var värd för år 2007.

## Galleri

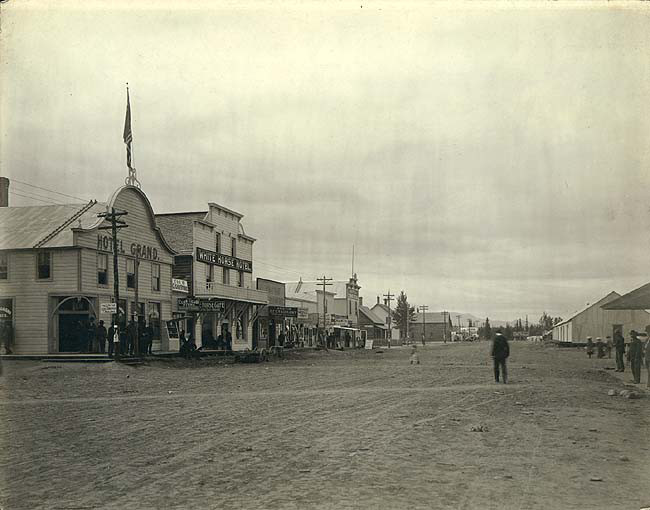
Whitehorse 1900
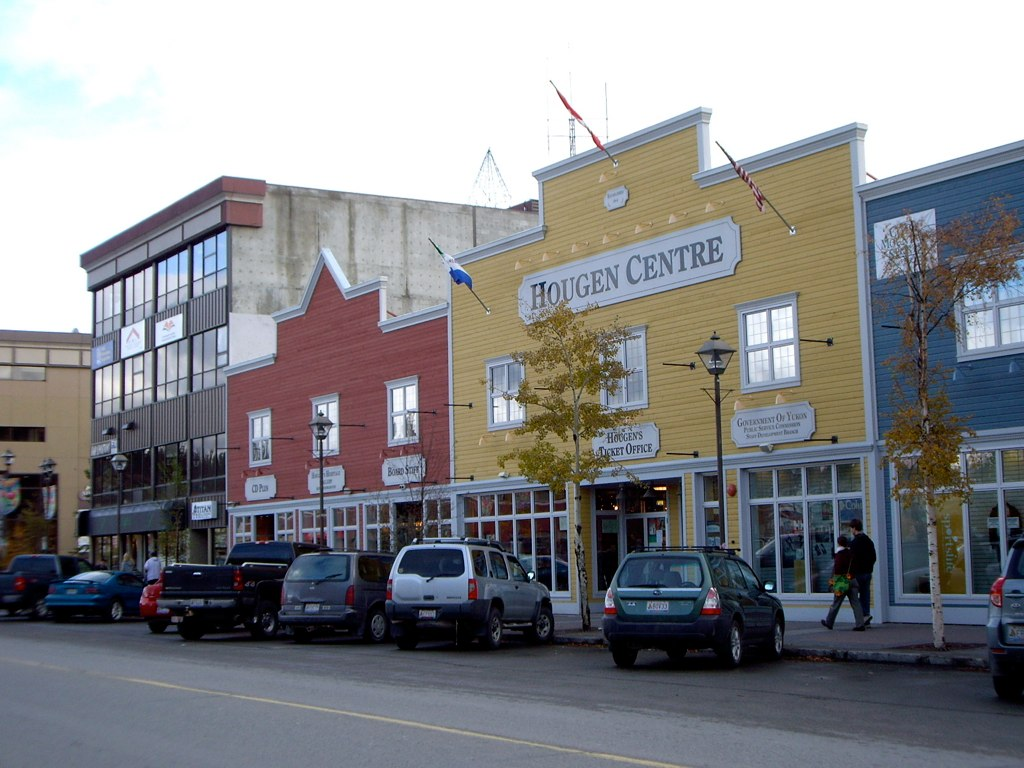
Main Street i centrum 2009